# Smallanthus uvedalia
Smallanthus uvedalia là một loài thực vật có hoa trong họ Cúc. Loài này được (L.) Mack. miêu tả khoa học đầu tiên năm 1933.